# Kifayət Qasımovová
Kifayət Qasımova [Kifajet Kasymova], (* 1. února 1983 Karvačar, Sovětský svaz) je reprezentantka Ázerbájdžánu v judu.

## Sportovní kariéra
S judem začala v 10 letech. Jde o průkopnici ženského zápasnického sportu v kavkavzském regionu. Od juniorských let na sebe poutala pozornost a svoje úspěchy dokázala zúročit i v seniorském věku. Olympijských her se účastnila celkem dvakrát, ale jak v roce 2008 tak v roce 2012 vypadla v prvním kole.

## Výsledky
| Turnaj             | 1998      | 1999      | 2000       | 2001       | 2002       | 2003       | 2004       | 2005       | 2006       | 2007       | 2008       | 2009       | 2010       | 2011       | 2012       | 2013       | 2014       |
| Turnaj             | 15        | 16        | 17         | 18         | 19         | 20         | 21         | 22         | 23         | 24         | 25         | 26         | 27         | 28         | 29         | 30         | 31         |
| Turnaj             | polehk. v | polehk. v | lehká váha | lehká váha | lehká váha | lehká váha | lehká váha | lehká váha | lehká váha | lehká váha | lehká váha | lehká váha | lehká váha | lehká váha | lehká váha | lehká váha | lehká váha |
| ------------------ | --------- | --------- | ---------- | ---------- | ---------- | ---------- | ---------- | ---------- | ---------- | ---------- | ---------- | ---------- | ---------- | ---------- | ---------- | ---------- | ---------- |
| Olympijské hry     |           |           | —          |            |            |            | —          |            |            |            | úč.        |            |            |            | úč.        |            |            |
| Mistrovství světa  |           | úč.       |            | —          |            | úč.        |            | úč.        |            | úč.        |            | 3.         | úč.        | úč.        |            | úč.        | úč.        |
| Mistrovství Evropy | —         | úč.       | —          | úč.        | —          | úč.        | 7.         | 7.         | 2.         | 3.         | 3.         | —          | —          | 5.         | úč.        | úč.        | úč.        |
| ME do 23 let       |           |           |            |            |            | —          | 1.         | 3.         |            |            |            |            |            |            |            |            |            |
| MS juniorů         | úč.       |           | 3.         |            | úč.        |            |            |            |            |            |            |            |            |            |            |            |            |
| ME juniorů         | 2.        | 1.        | úč.        | úč.        | 3.         |            |            |            |            |            |            |            |            |            |            |            |            |